# Svartmaskad trädskata
Svartmaskad trädskata (Dendrocitta frontalis) är en asiatisk fågel i familjen kråkfåglar inom ordningen tättingar.

## Utseende
Svartmaskad trädskata är en liten (38 cm) och färgglad medlem av släktet. Den är svart på ansikte och strupe och grå på nacke och undersida, dock rostbrun på buk och undergump. Även övergump och mantel är rostfärgade. Vingarna är svarta på hand- och armpennor, men grå på tertialer. Den långa och avsmalnade stjärten är svart.

## Utbredning och systematik
Fågeln förekommer från Himalaya i norra Indien till norra Myanmar och nordvästra Vietnam. Den behandlas som monotypisk, det vill säga att den inte delas in i några underarter.

## Status och hot
Arten har ett stort utbredningsområde och en stor population med stabil utveckling och tros inte vara utsatt för något substantiellt hot. Utifrån dessa kriterier kategoriserar internationella naturvårdsunionen IUCN arten som livskraftig (LC).